# مولينز
مولينز (كارولاينا الجنوبية) (بالإنجليزية: Mullins, South Carolina)‏ هي مدينة تقع في الولايات المتحدة في Marion County. يقدر عدد سكانها بـ 4,663 نسمة ومساحتها 7.9 كم2 وترتفع عن سطح البحر 30 متر.

## التركيبة السكانية
حدّد مكتب تعداد الولايات المتحدة بيانات التركيبة السكانية لمولينز في تعداد الولايات المتحدة. في ما يلي، التركيبة السكانية حسب تعدادي 2000 و2010.

### تعداد عام 2000
بلغ عدد سكان مولينز 5,029 نسمة بحسب تعداد عام 2000، وبلغ عدد الأسر 2,001 أسرة وعدد العائلات 1,325 عائلة مقيمة في المدينة. في حين سجلت الكثافة السكانية 643.1 نسمة لكل كيلومتر مربع (1,665.6/ميل2). وبلغ عدد الوحدات السكنية 2,312 وحدة بمتوسط كثافة قدره 295.7 لكل كيلومتر مربع (765.9/ميل2).
وتوزع التركيب العرقي للمدينة بنسبة 36.59% من البيض و61.58% من الأمريكيين الأفارقة و0.28% من الأمريكيين الأصليين و0.68% من الأمريكيين ذوي الأصول الآسيوية و0.12% من الأعراق الأخرى و0.76% من عرقين مختلطين أو أكثر و0.93% من الهسبانيون أو اللاتينيون من أي عرق.
بلغ عدد الأسر 2,001 أسرة كانت نسبة 36.4% منها لديها أطفال تحت سن الثامنة عشر تعيش معهم، وبلغت نسبة الأزواج القاطنين مع بعضهم البعض 33.1% من أصل المجموع الكلي للأسر، ونسبة 29.1% من الأسر كان لديها معيلات من الإناث دون وجود شريك، بينما كانت نسبة 3.9% من الأسر لديها معيلون من الذكور دون وجود شريكة وكانت نسبة 33.8% من غير العائلات. تألفت نسبة 31.1% من أصل جميع الأسر من عدة أفراد يعيشون في نفس المنزل ونسبة 14.5% كانت تتألف من شخص يعيش بمفرده يبلغ من العمر 65 عاماً أو أكثر. وبلغ متوسط حجم الأسرة المعيشية 2.46، أما متوسط حجم العائلات فبلغ 3.08.
بلغ العمر الوسطي للسكان 37.7 عاماً. وكانت نسبة 27.6% من القاطنين تحت سن الثامنة عشر، وكانت نسبة 8.8% بين الثامنة عشر والرابعة والعشرين عاماً، ونسبة 23.4% كانت واقعةً في الفئة العمرية ما بين الخامسة والعشرين والرابعة والأربعين عاماً، ونسبة 23% كانت ما بين الخامسة والأربعين والرابعة والستين، ونسبة 15% كانت ضمن فئة الخامسة والستين عاماً فما فوق. يوجد لكل 100 أنثى 74.6 ذكر، ويوجد لكل 100 أنثى في الثامنة عشر من عمرها فما فوق 67.0 ذكر.
بلغ متوسط دخل الأسرة في المدينة 20,154 دولارًا، أما متوسط دخل العائلة فبلغ 25,218 دولارًا. وكان متوسط دخل الذكور 26,233 دولارًا مقابل 16,572 دولارًا للإناث. وسجل دخل الفرد الخاص بالمدينة 12,183 دولارًا. وكانت نسبة 25.3% من العائلات ونسبة 28.7% من السكان تحت خط الفقر، وكان من هؤلاء نسبة 44.2% تحت سن الثامنة عشر ونسبة 20% في الخامسة والستين من العمر وما فوق.

### تعداد عام 2010
بلغ عدد سكان مولينز 4,663 نسمة بحسب تعداد عام 2010، وبلغ عدد الأسر 1,877 أسرة وعدد العائلات 1,194 عائلة مقيمة في المدينة. في حين سجلت الكثافة السكانية 596.3 نسمة لكل كيلومتر مربع (1,544.4/ميل2). وبلغ عدد الوحدات السكنية 2,204 وحدة بمتوسط كثافة قدره 281.8 لكل كيلومتر مربع (729.9/ميل2).
وتوزع التركيب العرقي للمدينة بنسبة 31.22% من البيض و65.75% من الأمريكيين الأفارقة و0.39% من الأمريكيين الأصليين و1.01% من الأمريكيين ذوي الأصول الآسيوية و0.02% من سكان جزر المحيط الهادئ و0.26% من الأعراق الأخرى و1.35% من عرقين مختلطين أو أكثر و0.77% من الهسبانيون أو اللاتينيون من أي عرق.
بلغ عدد الأسر 1,877 أسرة كانت نسبة 32.1% منها لديها أطفال تحت سن الثامنة عشر تعيش معهم، وبلغت نسبة الأزواج القاطنين مع بعضهم البعض 28.2% من أصل المجموع الكلي للأسر، ونسبة 31.2% من الأسر كان لديها معيلات من الإناث دون وجود شريك، بينما كانت نسبة 4.3% من الأسر لديها معيلون من الذكور دون وجود شريكة وكانت نسبة 36.4% من غير العائلات. تألفت نسبة 32.8% من أصل جميع الأسر من عدة أفراد يعيشون في نفس المنزل ونسبة 14.4% كانت تتألف من شخص يعيش بمفرده يبلغ من العمر 65 عاماً أو أكثر. وبلغ متوسط حجم الأسرة المعيشية 2.44، أما متوسط حجم العائلات فبلغ 3.10.
بلغ العمر الوسطي للسكان 39.9 عاماً. وكانت نسبة 25.3% من القاطنين تحت سن الثامنة عشر، وكانت نسبة 7.9% بين الثامنة عشر والرابعة والعشرين عاماً، ونسبة 21.6% كانت واقعةً في الفئة العمرية ما بين الخامسة والعشرين والرابعة والأربعين عاماً، ونسبة 26.9% كانت ما بين الخامسة والأربعين والرابعة والستين، ونسبة 18.3% كانت ضمن فئة الخامسة والستين عاماً فما فوق. وتوزع التركيب الجنسي للسكان بنسبة 42.5% ذكور و57.5% إناث.

## أعلام
- جيمس نورتن
- مارتن كوكس